# Sandra Silná
Sandra Silná, rodným jménem Sandra Zálabová (* 18. prosince 1979 Nymburk), je česká farářka Církve československé husitské, působí v náboženské obci u kostela v Brně na Botanické ulici.
Absolvovala První soukromé jazykové gymnázium v Hradci Králové a husitskou teologii a psychosociální studia na Husitské teologické fakultě Univerzity Karlovy, kde studovala také judaistiku. Dále vystudovala humanitní environmentalistiku na Katedře environmentálních studií Fakulty sociálních studií Masarykovy univerzity a dokončuje dálkově studia pivovarnictví na Střední průmyslové škole potravinářských technologií v Praze.
Pracovala v různých profesích, provozovala v Nymburce čajovnu. Dne 26. listopadu 2006, rok a půl po svém křtu, byla vysvěcena a od roku 2007 působí jako farářka Církve československé husitské, nejprve v náboženské obci v Praze na Břevnově, v polovině roku 2016 přešla do Brna na své současné působiště. V letech 2008–2016 působila jako generální sekretářka Ekumenické rady církví v České republice.
Má syna Heřmana   a v roce 2020 se jí narodil syn Václav.  Během svého působení na Břevnově organizovala sousedské snídaně, v Brně pořádá brunche a farní zahradu přetváří na komunitní zahradu. Chová včely a vaří pivo značky Božínku.